# Geta Burlacu
Geta Burlacu de son vrai nom Georgeta Povorozniuc est une chanteuse moldave née le 22 juillet 1974.
Elle représente la Moldavie au Concours Eurovision de la chanson en 2008 avec la chanson A century of love mais échoua en demi-finale en terminant 12e. 
Elle faisait également partie des présélections pour représenter son pays en 2006 mais elle termina ex æquo avec deux chanteurs ce qui l'empêcha de participer.